# Geschützter Landschaftsbestandteil Feldgehölz mit Stieleichen (Wache)
Der Geschützte Landschaftsbestandteil Feldgehölz mit Stieleichen (Wache) mit liegt südöstlich von Hallenberg im Hochsauerlandkreis. Das Gebiet wurde 2004 bei der Aufstellung des Landschaftsplans Hallenberg durch den Kreistag des Hochsauerlandkreises als Geschützter Landschaftsbestandteil (LB) ausgewiesen. Der LB liegt mitten im Naturschutzgebiet Wache.

## Gebietsbeschreibung
Der Landschaftsplan (LP) führt zum LB aus: „Das kleinflächige Feldgehölz befindet sich auf einer Kuppe südöstlich der Wache. Die Stieleichen haben einen Stammdurchmesser von ca. 70 cm und werden von einem Saum aus Sträuchern und Gebüsch umgeben.“

## Verbote und Gebote
Wie bei allen geschützten Landschaftsbestandteilen besteht nach § 29 Abs. 2 BNatschG das Verbot, dieses zu beschädigen, auszureißen, auszugraben oder Teile davon abzutrennen oder auf andere Weise in seinem Wachstum oder Erscheinungsbild zu beeinträchtigen. Eine ordnungsgemäße Pflege ist vom Verbot ausgenommen. Es ist auch verboten Stoffe oder Gegenstände im Bereich des Geschützten Landschaftsbestandteils anzubringen, zu lagern, abzulagern, einzuleiten oder sich ihrer in anderer Weise zu entledigen, die das Erscheinungsbild oder den Bestand des Geschützten Landschaftsbestandteils gefährden oder beeinträchtigen können. Dies gilt auch für organische oder mineralische Düngemittel und Futtermittel. Sofern Gehölze zerstört bzw. beschädigt werden, kann die Untere Naturschutzbehörde eine Ersatzpflanzung oder ein Ersatzgeld festsetzten.